# Epeolus ilicis
Epeolus ilicis (лат.) — вид земляных пчёл-кукушек рода Epeolus из подсемейства Nomadinae (Apidae).

## Распространение
Северная Америка: юго-восток США, в том числе Алабама, Флорида, Джорджия.

## Описание
Мелкие слабоопушенные пчёлы, с беловато-жёлтыми отметинами на теле как у ос и рыжевато-красными ногами. Длина менее 1 см. Сходен с видами Epeolus erigeronis и Epeolus inornatus, но отличаются морфологией жвал и данными баркодирования, также ноги и пронотальные лопасти красновато-оранжевые (а не буровато-чёрные). Клептопаразиты пчёл рода Colletes (C. brimleyi), в гнёзда которых откладывают свои яйца. На цветах Ilex glabra и Prunus angustifolia (Rosaceae). Максиллярные щупики 1-члениковые. 2-й стернит брюшка матовый. Брюшко частично красное. У самок на 6-м стерните брюшка расположены ланцетовидные, мелко зазубренные отростки. В переднем крыле три радиомедиальных ячейки, 1-я из них много крупнее 3-й. Вершина радиальной ячейки (по форме она эллиптическая) удалена от переднего края крыла. Задние голени со шпорами. Вид был впервые описан в 1962 году американским энтомологом Теодором Митчеллом (Theodore B. Mitchell, 1890—1983).